# Traoré Adam-Kolia
Traoré Adam-Kolia est un homme politique ivoirien affilié au PDCI-RDA, Parti démocratique de Côte d'Ivoire – Rassemblement démocratique africain. Il exerce ses activités politiques dans la région de l’Iffou  où il est réélu au poste de conseiller régional de l’Iffou en 2023. Sa candidature et sa réélection en 2023 s'inscrivent dans la stratégie du PDCI-RDA  visant à  renforcer sa présence au centre-est de la Côte d’Ivoire.

## Biographie
Traoré Adam-Kolia est un homme politique ivoirien et conseiller régional de l’Iffou, une région au centre-est de la Côte d’Ivoire. Il s’impose sur la scène politique locale depuis 2018 comme président du conseil régional de l’ iffou, et avec sa réélection en 2023 sous la bannière du Parti démocratique de Côte d’Ivoire (PDCI-RDA), un parti historique dirigé par Tidjane Thiam  dont les précédents présidents sont feu Henri Konan Bédié  et feu Félix Houphouët-Boigny, premier président ivoirien.

## Parcours politique
En 2018 il est élu président du conseil régional de Iffou, dirigeant ainsi les orientations de cette collectivité territoriale. En 2022 sa présence politique se confirme avec sa nomination au poste de vice-président du Parti démocratique de Côte d’Ivoire, une nomination qui témoigne de son engagement dans la politique ivoirienne. Puis, en  2023 il est réélu au poste de conseiller régional de l’Iffou. Apres son élection, son parcours politique  connaît un nouveau tournant  quand il est nommé secrétaire exécutif en chef adjoint du PDCI-RDA  en décembre 2024. 